# Porcellionides breviramus
Porcellionides breviramus là một loài chân đều trong họ Porcellionidae. Loài này được Shen miêu tả khoa học năm 1949.